# Mbam-Song
Mbam-Song (ou Mbamsong) est une localité du Cameroun située dans la région du Nord-Ouest et le département du Bui. Il fait partie de la commune de Nkum.

## Population
Lors du recensement de 2005, on a dénombré 657 personnes.